# ليندسي إلينغسون
ليندسي ماري إلينجسون (بالإنجليزية: Lindsay Marie Ellingson)‏(من مواليد 19 نوفمبر 1984)، هي عارضة أزياء أمريكية. كانت ملاك فيكتوريا سيكريت من عام 2011 إلى عام 2014.

## حياتها المبكرة
تعود أصولها إلى النرويج، وُلدت في مقاطعة سان بيرناردينو، كاليفورنيا، وترعرعت في مورينو فالي، كاليفورنيا. كانت تدرس علم الأحياء في جامعة كاليفورنيا، سان دييغو قبل أن يتم اكتشافها، أرسلتها وكالة الأزياء التابعة لها إلى باريس بعد جلسة تصوير اختبارية، وهناك التقت بجون غاليانو الذي ساعدها في تحقيق الشهرة.

## روابط خارجية
- ليندساي إيلينغسون على موقع IMDb (الإنجليزية)
- ليندساي إيلينغسون على موقع قاعدة بيانات الفيلم (الإنجليزية)
- ليندساي إيلينغسون على موقع دليل عارضات الأزياء (الإنجليزية)